# Onthophagus chineicus
Onthophagus chineicus là một loài bọ cánh cứng trong họ Bọ hung (Scarabaeidae).